# Навбахорский район
Навбахорский район (узб. Navbahor tumani / Навбаҳор тумани) — административная единица в Навоийской области Узбекистана. Административный центр — Бешрабат.
Население — 114 700 чел. (2021).

## История
Навбахорский район был образован в 1980 году в составе Бухарской области. В 1982 году вошёл в состав Навоийской области. В 1988—1992 годах входил в состав Бухарской области.
Навбахорский район был упразднён в 1988 году. Тогда его территория стала частью Навоийского района. 27 февраля 1990 года район был восстановлен.

## Административно-территориальное деление
По состоянию на 1 января 2011 года, в состав района входят:
- 5 городских посёлков:

1. Ижант,
2. Калконота,
3. Кескантерак,
4. Куйи Бешрабат,
5. Сарой.

- 7 сельских сходов граждан:

1. Алчин,
2. Арабсарай,
3. Бешработ,
4. Кескантерак,
5. Туркестан,
6. Янгикурган,
7. Янгиюль.